# Una mujer sin amor
Una mujer sin amor, també coneguda amb el títol Cuando los hijos nos juzgan, és una pel·lícula mexicana del 1952 dirigida pel cineasta Luis Buñuel. Es basa en la història de Guy De Maupassant "Pierre et Jean."
La pel·lícula, com bona part del treball de Buñuel, critica valors burgesos, especialment els altament superficials de Don Carlos Montero.

## Argument
La història comença a Mèxic, a la casa d'un venedor d'antiguitats de classe alta anomenat Don Carlos Montero i la seva muller Rosario, el fill del qual, Carlos o Carlitos, el director de la seva escola acusa de robatori. Quan Carlitos va a casa seva és renyat durament pel seu pare, que el tanca a la seva habitació. Carlitos s'escapa, però Julio Mistral, un enginyer que treballa al bosc, el troba. Julio torna el noi als seus pares, i Don Carlos li queda molt agraït. Julio esdevé un bon amic de la família Montero, però en privat pregunta a Rosario per què es va casar amb aquest home vell i amanerat.
Un dia, Rosario i Carlitos fan una visita a Julio al bosc, mentre Don Carlos és a la ciutat per negocis. Carlitos es diverteix immensament, pescant truites. Rosario i Julio conversen privadament, i Julio s'adona que com n'és d'infeliç. Rosario li revela que es va casar amb Don Carlos pels seus diners quan era molt jove. Julio i Rosario s'enamoren l'un de l'altra.
Rosario i Julio comencen un afer, i Julio intenta convèncer-la d'escapar-se junts al Brasil. Finalment ho accepta, però decideix esperar perquè Don Carlos pateix un atac de cor sever. Don Carlos, però, es recupera i Rosario es nega a anar-se'n amb Julio, incapaç de separar Carlitos del seu pare, a qui s'havia apropat arran de la seva malaltia.
La pel·lícula salta aproximadament vint anys al futur, on Carlos, i el seu germà més jove, Miguel (que no surt a la primera part de la pel·lícula), s'han graduat com a metges. Un dia, arriba la notícia que Julio Mistral ha mort i deixa en testament tots els seus diners a Miguel. Inicialment, tothom es desconcerta per aquesta acció, ja que Julio mai no havia conegut Miguel.
Encara que no es manifesta explícitament a la pel·lícula, Carlos aviat s'adona que Miguel hereta aquests diners perquè és fill il·legítim de Julio i la seva mare Rosario. Carlos rebutja l'oferta de Miguel de compartir la seva herència, que utilitza per construir una clínica nova, i comença a amargar la seva mare i el seu germà. Miguel es promet amb una dona que, segons el convenciment de Carlos, vol casar-s'hi pels diners. El dia del casament, Don Carlos té un infart i mor.
La pel·lícula acaba quan Carlos finalment revela la veritat sobre l'herència a Miguel, que s'enfada molt i es baralla amb Carlos. Rosario interromp la baralla, i confirma el que ha dit Carlos. Miguel està afligit, i Rosario els diu que Julio era l'únic home que havia estimat. Els germans concilien les seves diferències a la vista de la seva mare emocionada. Carlos marxa als tròpics a fer investigació, i la pel·lícula acaba amb Rosario posant una fotografia de Julio a la seva lleixa.